# Santiago March i Blanch
Santiago March i Blanch (1916-2001) fou un industrial i comercial badaloní, alcalde de Badalona entre 1954 i 1961, també fou president del Club Joventut Badalona, del CF Badalona i del Club Natació Badalona.

## Biografia
Fill de Joan March, industrial corder, i de Maria Blanch, mestressa de casa. La seva família era propietària d'una petita indústria de corderia situada al carrer de Sant Bru, davant del Parc de Ca l'Arnús.  La seva germana Cecília March, va ser regidora a l'Ajuntament de Badalona, la primera dona en ostentar aquest càrrec. Propietari d'una empresa anomenada March-Blanch i Cia., que fabricava peces per a automòbils.
Milità en la Federació de Joves Cristians i en Acció Catòlica. En l'àmbit polític, abans de la Guerra Civil estigué enquadrat en la Lliga Regionalista fins que durant la guerra s'allistà en el Requetè. A partir de la postguerra presidí la FET-JONS local i el CF Badalona, al capdavant del qual aconseguí gran prestigi. També fou president honorari de l'Agrupació de Canaricultors de Badalona.
Santiago March fou alcalde de Badalona entre 1954 i 1961. No li faltaren enfrontaments amb alguns dels líders locals, bàsicament partidaris del seu antecessor, Luis Maristany Palanco, que el titllaven de catalanista. Això no obstant, March estava avalat pel governador Felipe Acedo, que volia aconseguir uns ajuntaments més "representatius".
Foren set anys en què es feu conegut a Badalona, entre altres motius, per les grans desfilades que organitzava al carrer. També perquè l'octubre de 1957 entregà la medalla d'or de la ciutat al general Francisco Franco. A part d'aquestes coses més concretes, el seu mandat estigué marcat per un creixement econòmic de la ciutat, que va poder millorar gràcies a la construcció de noves infraestructures i obres públiques. Edificà noves seus per a la Secció Femenina i el Sindicat Vertical, a més d'unes instal·lacions esportives pel Frente de Juventudes. Altrament, també s'inicià el projecte del que és avui el Museu de Badalona.
El seu mandat acabà amb la seva destitució de forma fulminant el 1961 després d'uns problemes sorgits amb unes eleccions que pretenien renovar parcialment el consistori. March també fou diputat provincial des de 1955 fins al seu cessament.
Va ser president el CF Badalona entre els anys 1966 i 1968, quan el club jugava a Segona Divisió. L'estiu de 1980 accedí a la presidència del Joventut, club que presidí dues temporades.
Va morir el 3 de desembre de 2001 a Barcelona.